# Alternanthera ramosissima
Alternanthera ramosissima är en amarantväxtart som först beskrevs av Carl Friedrich Philipp von Martius, och fick sitt nu gällande namn av Robert Hippolyte Chodat och Emil Hassler. Alternanthera ramosissima ingår i släktet alternanter, och familjen amarantväxter. Utöver nominatformen finns också underarten A. r. diffusa.